# Michel Demazure
Michel Demazure (Neuilly-sur-Seine, 2 de março de 1937) é um matemático francês.

## Livros
- Schémas en groupes. I: Propriétés générales des schémas en groupes (SGA3, vol. I, with Grothendieck). Lecture Notes in Mathematics 151, Berlin: Springer-Verlag, 1970. .
- Schémas en groupes. II: Groupes de type multiplicatif, et structure des schémas en groupes généraux (SGA3, vol. II, with Grothendieck). Lecture Notes in Mathematics 152, Berlin: Springer-Verlag, 1970. .
- Schémas en groupes. III: Structure des schémas en groupes réductifs (SGA3, vol. III, with Grothendieck). Lecture Notes in Mathematics 153, Berlin: Springer-Verlag, 1970. .
- Groupes algébriques. Tome I: Géométrie algébrique, généralités, groupes commutatifs (with Pierre Gabriel). Masson, Amsterdam: North Holland, 1970. . Partially translated into English by J. Bell as Introduction to Algebraic Geometry and Algebraic Groups, Volume 39 of North-Holland Mathematics Studies, Elsevier, 1980, .
- Lectures on p-divisible groups. Lecture Notes in Mathematics 302, Berlin: Springer-Verlag, 1972, 1986, ISBN 3-540-06092-8. , .
- Bifurcations and catastrophes: Geometry of solutions to nonlinear problems. Universitext, Berlin: Springer-Verlag, 2000. Translated from the French (1989) by David Chillingworth. .
- Cours d'Algèbre: Primalité. Divisibilité. Codes. Paris: Cassini, 1997, 2008. .